# Santa Brigida (Lombardie)
Santa Brigida je komuna (obec) v provincii Bergamo v italském regionu Lombardie, která se nachází asi 70 kilometrů severovýchodně od Milána a asi 30 kilometrů severně od Bergama. K 31. prosinci 2004 žilo v obci 623 obyvatel. Má rozlohu 14,2 kilometrů čtverečních.
Santa Brigida sousedí s následujícími obcemi: Averara, Cassiglio, Cusio, Gerola Alta, Olmo al Brembo.